# Marathon de Boston 2005
Navigation
Édition précédente Édition suivante
Le Marathon de Boston de 2005 est la 109e édition du Marathon de Boston, disputée le 18 avril 2005 à Boston, dans le Massachusetts, aux États-Unis. Elle est remportée par l'Éthiopien Hailu Negussie chez les hommes et la Kényane Catherine Ndereba chez les femmes.